# Cinisello Balsamo
Cinisello Balsamo és un municipi italià, situat a la regió de la Llombardia i a la ciutat metropolitana de Milà, té uns 74 528 habitants. El municipi va ser format l'any 1928 amb la fusió de l'antic municipi de Cinisello i el de Balsamo, que fins al dia d'avui constitueixen els dos barris principals de la ciutat.

## Història
Els orígens de Cinixellum i Balsemum es remunten a fa més de dos mil anys, a l'època en què les legions romanes van conquerir la Gàl·lia Transpadana. De fet, els mapes antics mostren rastres de la centuriació romana: el cardo i el decumanus, els dos eixos principals de la centuriació, es van creuar on avui hi ha la petita església de Sant'Eusebio. Durant tretze segles, aquest va romandre el centre de la vida civil, social i religiosa de la comunitat Cinixellum. El poble de Balsemum es va desenvolupar a uns tres quilòmetres al sud-est d'aquest.
A l'època longobarda, després de la mort de la reina Teodolinda, probablement cap a mitjans del segle VII, els pagesos locals van construir la petita església dedicada a Sant Eusebi, utilitzant materials pobres segons la disponibilitat del lloc: còdols, fang i lloses de pedra de l'època romana.
A finals del segle XV el nou assentament rural de Cinisello es va dotar d'una església parroquial, la futura església de Sant'Ambrogio, construïda sobre un terraplè per protegir-lo de les aigües estancades. Del 1630 al 1632, un episodi de pesta va afectar el ducat de Milà: a Cinixellum hi van morir 73 persones d'una població de 650 habitants. En acabar la pesta, el rector don Francesco Solari i la comunitat, en senyal d'agraïment, van decidir construir una església nova, més gran, d'estil barroc que substituís l'anterior.

## Evolució demogràfica

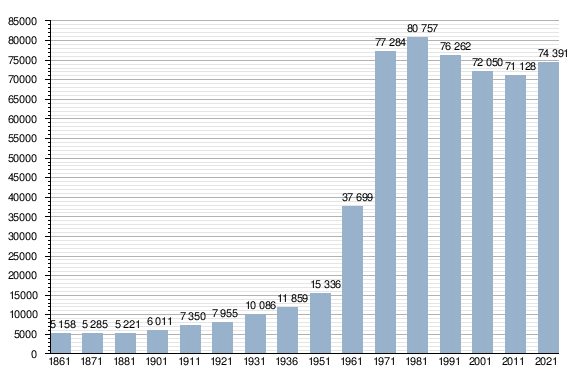
Evolució demogràfica de Cinisello Balsamo